# Taemin
Lee Tae-min (født 18. juli 1993), bedre kendt som Taemin, er en sydkoreansk sanger, skuespiller og danser. Han er medlem af det sydkoreanske boyband SHINee, som debuterede i maj 2008, da han var 14 år gammel. Han er en anerkendt skuespiller og har været med i serier som "Tae Hee, Hye Kyo, Ji Hyun", "Dating Agency: Cyrano" og "Final Life: Even If You Disappear Tomorrow".
Han er også medlem af det koreanske "super-gruppe" SuperM, fra SM Entertainment, som debuterede i 2019.
Udover tidligere nævnte præstationer har Taemin også en udstrakt solo karriere . Hans succes gennem både SHINee, SuperM og hans solo karriere, samt hans kunstneriske indflydelse har ledt ham til at blive kaldt for "the Idol's idol" eller "idolernes idol" blandt de koreanske idoler (k-pop-sangere).

## Privatliv
Taemin blev født i Seoul, Sydkorea. Han blev interesseret i dans gennem sin storebror, Lee Tae-sun. Han er romersk katolik.
I marts 2011 flyttede Taemin fra Chungdam High School til Hanlim Multi Art School for at imødekomme den hektiske tidsplan under SHINee's japanske fremgang. Han blev færdig i high school i februar 2012, men var ude af stand til at deltage i ceremonien på grund af SHINee's aktiviteter. Taemin startede sin bachelor uddannelse i film og musicals ved Myongji Universitet i 2013, men det er uvist hvornår han blev færdig med den.

## Karriere

### Begyndelse på karrieren
Taemin gik til audition ved pladeselskabet SM Entertainment ved 2005 SM Open Weekend Audition Casting, hvor han øjeblikkeligt blev accepteret som trainee. I 2008 blev han valgt til at debutere som medlem i gruppen SHINee, i en alder af 14 år. Gruppen debuterede officielt den 25. maj 2008 i programmet SBS' Inkigayo.

### Soloarbejde

#### 2014-2016:Ace,Press ItogSayonara Hitori
Den 18. august 2014 debuterede Taemin med sin første EP Ace. Den indeholdt 6 sange og dens lead single "Danger" blev komponeret og arrangeret af danskeren Thomas Troelsen og Remee S Jackman.
Taemin udgav sit første fulde album Press it den 23. februar 2016. Den inkluderede 10 sange, samt dens lead single "Press Your Number".
I juni blev der annonceret, at Taemin ville debutere på det japanske marked med minialbummet Sayonara Hitori, som inkluderede en showcasing på hans 23. fødselsdag. Albummet blev udgivet den 27. juni og indeholdt den japanske version af "Press Your Number", fra Press it (2016), samt 4 nye sange. Han var på showet "Hit the Stage", et danse program af Mnet, med sin dansepartner Koharu Sugawara, som var koreograf til "Sayonara Hitori". Han kom på 1. pladsen i anden episode af showet.

#### 2017-2018:Flame of Love, MoveogTaemin
I juli 2017 holdt Taemin sin første solo koncert i Japan i Budokan arena i Tokyo. Han havde udgivet en ny japansk sang, "Flame of Love", inden koncerten. Taemin holdt sin første koreanske koncert, kaldet "Off-Sick", i slutningen af august 2017 over 3 dage.
Taemin's andet studiealbum, Move, der blev udgivet i oktober 2017, indeholdt hit singlen "Move". Albummet debuterede som nr. 2 på Gaon Album Chart og som nr. 3 på Billboard World Albums Chart. Den 10. december 2017 udkom den ompakkede version, kaldet "Move-ing". Den fik tilføjet 4 nye sange til tracklisten, hvilket inkluderede dens lead single "Day and Night".
Den 5. november 2018 udgav Taemin sit selvnavngivne tredje hele (og første japanske) album, Taemin.

#### 2019-nu:Want,FamousogNever Gonna Dance Again
Taemin udkom med sin 2. koreanske EP, WANT, den 11. februar 2019. Koreografien til albummets lead single, også kaldet "WANT", blev lavet af Koharu Sugawara.
Den 4. august 2019 udgav Taemin digitalt sin 3. japanske EP "Famous" . Den blev fysisk udgivet den 28. august gennem EMI Records Japan og Universal Music Japan.
Gennem sin personlige Instagram konto afslørede Taemin den 26. juli 2020, at han ville udgive sit 3. koreanske studiealbum, kaldet Never Gonna Dance Again i august. Det ville han gøre med singlen "2 Kids" den 4. august. Singlen skulle være en prolog til albummet, som blev sat til at have to dele. Den første del af albummet blev udgivet den 7. september, med sangen "Criminal" som lead single. Den anden del af albummet blev udgivet den 9. november med sangen "IDEA (理想)", som dens lead single. Taemin's fulde album blev udgivet den 14. december og kombinerede de 18 sange fra de to dele.

#### Arbejde i film og serier
Taemin havde sin debut som skuespiller i 2009 i MBC's komedie "Tae Hee, Hye Kyo, Ji Hyun" som Junsu.
I 2012 var han for første gang med i en voice-over film, hvor han var en af stemmeskuespillerne. Han spillede med i den animerede, koreanske film kaldet "The Outback" som hovedkarakteren Johnny, en hvid koala som blev helt. Hans kollega fra samme firma (SM entertainment) Girl's Generation's Sunny var også med i filmen.
Taemin udgav, den 19. september 2012, sin første OST "U" til den koreanske dramaserie "To The Beautiful You".
SM entertainment afslørede i april 2013, at Taemin skulle være med i reality serien "We Got Married" med Son Nae-eun, som sin partner. Samme år var Taemin med i tre episoder af den koreanske dramaserie "Dating Agency: Cyrano" som sangeren Ray/Yang Ho-yeol.
I august 2017 blev Taemin's første japanske dramaserie annonceret, kaldet "Final Life: Even If You Disappear Tomorrow". Krimiserien blev instrueret af Masatoshi Kuarakata og Takeshi Maruyama. Den er et originalt japansk værk af Amazon Prime Video og blev udgivet i september 2017. Den indeholder Taemin og Shota Matsuda i hovedrollerne. Soundtracket til dramaserien "What's This Feeling" blev også sunget af Taemin.

## Grupper

### SHINee
Taemin debuterede, som 14 årig, i det sydkoreanske boyband SHINee. Gruppen består af medlemmerne: Onew, Key, Minho og Taemin, samt Jonghyun, som gik bort d.18 december 2017. Taemin har nu positionerne hoveddanser (Main Dancer), forsanger (Lead Singer) og Maknae (den yngste) i gruppen. SM Entertainment ønskede, at gruppen skulle blive trendsættere inden for alle områder af musik, dans, mode og lign. og de blev derfor først introduceret som en Moderne R&B gruppe. SHINee optrådte for første gang i maj 2008 med deres første EP Replay på SBS' Inkigayo med singlen "누난 너무 예뻐 (Replay)". Replay EP'en havde sin top som nr.8 på de koreanske musik hitlister.

### SuperM
SuperM er en sydkoreansk supergruppe, der debuterede i 2019, under SM Entertainment og Capitol Music Group. Udover Taemin debuterede han også sammen med de seks andre medlemmer Baekhyun og Kai fra EXO, Taeyong og Mark fra NCT 127 og Ten og Lucas fra WayV. Gruppen debuterede d. 4 oktober 2019 med den selv navngivne EP, SuperM, som gik direkte på nr.1 på Billboard 200. De blev dermed den første asiatiske gruppe nogensinde til at toppe de amerikanske hitlister med et debutalbum. SuperM's debut single "Jopping" blev valgt som en af Billboard's Critics' picks af de "25 Bedste K-pop Sange" i året 2019.

## Diskografi
Fulde albummer:
- Press it (2016)
- Move (2017)
- Taemin (2018)
- Never Gonna Dance Again (2020)

Minialbummer:
- Ace (2014)
- Sayonara Hitori (2016)
- Flame of Love (2017)
- WANT (2019)
- Famous (2019)

Re-packages (ompakninger):
- Move-ing (2017)